# Moulon (rivière)
Pour les articles homonymes, voir Moulon.
Le Moulon est une rivière française qui coule dans le département du Cher. C'est un affluent de l'Yèvre en rive droite, donc un sous-affluent de la Loire par l'Yèvre, puis par le Cher.

## Géographie
La rivière conflue avec l'Yèvre en rive droite, sur le territoire de la ville de Bourges.

## Communes traversées
Le Moulon traverse d'amont en aval, les communes suivantes :
- Département du Cher : Menetou-Salon, Quantilly, Saint-Martin-d'Auxigny, Saint-Georges-sur-Moulon, Vignoux-sous-les-Aix, Vasselay, Fussy et Bourges.

## Hydrologie
Le Moulon est une rivière assez irrégulière. Son débit a été observé sur 11 ans (durant la période 1994-2008), à Bourges, chef-lieu du département du Cher située au niveau de son confluent avec l'Yèvre. La surface étudiée est de 138 km2, soit la totalité du bassin versant de la rivière.
Le module de la rivière à Bourges est de 1,07 m3/s.
Le Moulon présente des fluctuations saisonnières de débit bien marquées. Les hautes eaux se déroulent en hiver et se caractérisent par des débits mensuels moyens allant de 1,60 à 2,12 m3/s, de décembre à mars inclus (sans maximum bien net). À partir du mois d'avril, le débit baisse progressivement, ce qui mène aux basses eaux d'été-automne qui ont lieu de juillet à octobre inclus, entraînant une baisse du débit mensuel moyen jusqu'au plancher de 0,21 m3/s au mois de septembre (210 litres par seconde), ce qui reste relativement consistant. Mais ces moyennes mensuelles cachent des fluctuations encore plus prononcées sur de courtes périodes ou selon les années.
Les crues du Moulon peuvent être assez importantes, compte tenu de la relative exiguïté du bassin versant. La série des QIX n'a pas été calculée, étant donné la durée d'observation insuffisante.
Le débit instantané maximal enregistré à Bourges a été de 21,4 m3/s le 5 juin 2003, tandis que la valeur journalière maximale était de 16,5 m3/s le 28 décembre 1999.
Le Moulon est une rivière moyennement abondante. La lame d'eau écoulée dans son bassin versant est de 245 millimètres annuellement, ce qui est certes inférieur à la moyenne d'ensemble de la France (320 millimètres), mais est équivalent à la moyenne du bassin de la Loire (plus ou moins 245 millimètres). Le débit spécifique (ou Qsp) atteint 7,75 litres par seconde et par kilomètre carré de bassin.